# 月球13号

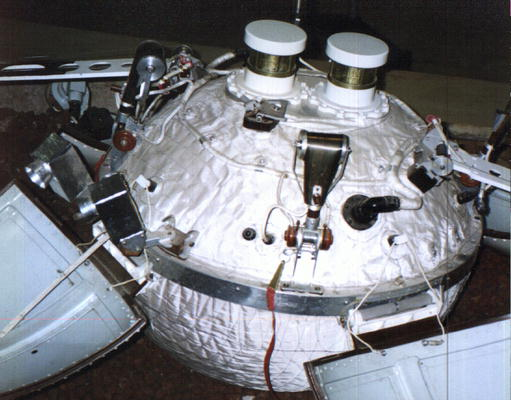
月球13号着陆器

月球13号是苏联发射的月球探测器，也是第3个在月球上实现软着陆的探测器。1966年12月21日，月球13号发射升空后先停留在223×171千米、倾角51.8度的低地球轨道，然后开始奔赴地月转移轨道，24日降落在月球風暴洋18.25N、 60.03W处。距离月球9号着陆点约400千米。
与月球9号相比，月球13号最大的不同在于着陆舱上多了两条折叠臂，里面分别装着一个辐射密度测量仪和一个机械式穿测器。穿测器是一个测量月壤机械强度的装置，里面装有火药，启动后会将一根钛合金杆推入月壤。通过测量穿透速度和深度就可以分析月壤物理性质。测量结果表明着陆点附近月壤密度约为0.8克每立方厘米，这一结果与苏联月球计划中取回的样本分析结果及阿波罗计划近似。辐射密度测量仪利用铯-137辐射，记录散射后的结果也得到了同样的测量结果。月球13号还携带了与月球9号相同的照相系统。